# Докса Катокопия
Докса Катокопия (на гръцки: Δόξα Κατωκοπιάς) е кипърски футболен клуб от село Катокопия. Цветовете на отбора са зелен и син.

## Успехи
- Купа на Кипър:
  - 1/2 финалист (2): 2013/14, 2016/17

## История
Doxa (което се превежда като Слава) печели промоция за Кипърска първа дивизия през 1998 г. за първи път в историята си, но след като завършва 13-и в таблицата (от 14 отбора), те изпадат. Най-големите успех е 11-о място. Изпада отново през 2002 г. В последните си 4 последователни участия в първа дивизия, отбора домакинства на стадион Макарио. След 4 поредни сезона в Първа дивизия, което е рекорд за отбора, отново изпада през 2011 година.

## Български футболисти
- Димитър Велковски: 2023/24 - (32 мача - 3 гола)